# Георге-Дожа (Бакеу)
Георге-Дожа (рум. Gheorghe Doja) — село у повіті Бакеу в Румунії. Входить до складу комуни Рекечунь.
Село розташоване на відстані 226 км на північ від Бухареста, 21 км на південь від Бакеу, 99 км на південний захід від Ясс, 134 км на північний захід від Галаца, 131 км на північний схід від Брашова.

## Населення
За даними перепису населення 2002 року у селі проживали 1024 особи, усі — румуни. Усі жителі села рідною мовою назвали румунську.